# 강인준
강인준(1987년 10월 27일 ~ )은 대한민국의 축구 선수이며 포지션은 미드필더이다.